# Jon Hall (rugbista)
Jonathan Peter Hall, detto Jon (Bath, 15 marzo 1962), è un ex rugbista a 15 e imprenditore britannico, internazionale per l'Inghilterra, terza linea del Bath per 15 stagioni e tra i convocati alla prima edizione della Coppa del Mondo nel 1987.

## Biografia
Tutta la carriera sportiva di Jon Hall si svolse a Bath, nella cui squadra si laureò cinque volte campione d'Inghilterra; debuttò in prima squadra nel 1981 in coppa Anglo-Gallese contro il Pontypool e collezionò complessivamente 277 presenze tra Campionato e Coppa, con 87 mete realizzate.
Esordì in Nazionale inglese nel corso del Cinque Nazioni 1984 (4 febbraio) contro la Scozia a Murrayfield; benché non titolare fisso, riuscì a essere presente in quattro edizioni consecutive del Cinque Nazioni e a entrare nella rosa dei convocati alla prima edizione della Coppa del Mondo che si svolse in Australia e Nuova Zelanda nel 1987, nella quale tuttavia non giocò mai a causa di un infortunio che lo costrinse fuori dal campo per tutta la durata della competizione.
Singolarmente, disputò il suo ultimo incontro internazionale durante il Cinque Nazioni 1994 ancora a Murrayfield contro la Scozia, a dieci anni esatti di distanza (5 febbraio) dallo stesso incontro d'esordio.
Nel 1995 si ritirò anche dal rugby di club dopo 5 titoli inglesi e 9 coppe anglo-gallesi.
Dopo il ritiro fu direttore del rugby allo stesso Bath, poi allenatore degli irlandesi del Garryowen; successivamente si è dedicato all'attività imprenditoriale e attualmente gestisce un'impresa informatica specializzata nell'analisi delle azioni di gioco.

## Palmarès
- Premiership: 5
Bath: 1988-89, 1990-91, 1991-92, 1992-93, 1993-94
- Coppe Anglo-Gallesi: 9
Bath: 1983-84, 1984-85, 1985-86, 1986-87, 1988-89, 1989-90, 1991-92, 1993-94, 1994-95